# Roodwangschildpad
De roodwangschildpad of roodwangsierschildpad (Trachemys scripta elegans) is een waterminnende schildpad uit de familie van de moerasschildpadden (Emydidae). De roodwangschildpad is een ondersoort van de lettersierschildpad (Tracemys scripta). De schildpad heeft verschillende wetenschappelijke namen gehad, omdat de inzichten over de relatie van het dier met verwante soorten in de loop der tijd zijn veranderd. Een van deze synoniemen die in literatuur veel wordt gebruikt, is Pseudemys scripta elegans.
De roodwangschildpad komt van nature voor in het zuiden van de Verenigde Staten en in Mexico. De schildpad is een alleseter die zowel kleine dieren als plantaardig materiaal eet. Vijanden zijn grotere vleesetende reptielen zoals krokodilachtigen en rovende zoogdieren. De eieren en jonge schildpadjes worden door vele dieren gegeten, variërend van mieren tot vissen.
De schildpad dankt zijn naam aan de kenmerkende rode vlek op iedere zijkant van de kop. Rode vlekken komen ook wel voor bij andere schildpadden, maar zijn dan anders van vorm, grootte en positie op het lichaam. Het schild en de rest van het lichaam is groen van kleur, met opvallende, gele strepen. De buikzijde is geel van kleur en heeft enkele donkere vlekken.
Dit artikel geeft - tenzij anders vermeld - een overzicht van de roodwangschildpad onder de natuurlijke omstandigheden (in het wild). De informatie betreffende in gevangenschap gehouden dieren (huisdieren) is gebaseerd op verschillende bronnen en kan deels verouderd zijn.

## Naamgeving en taxonomie

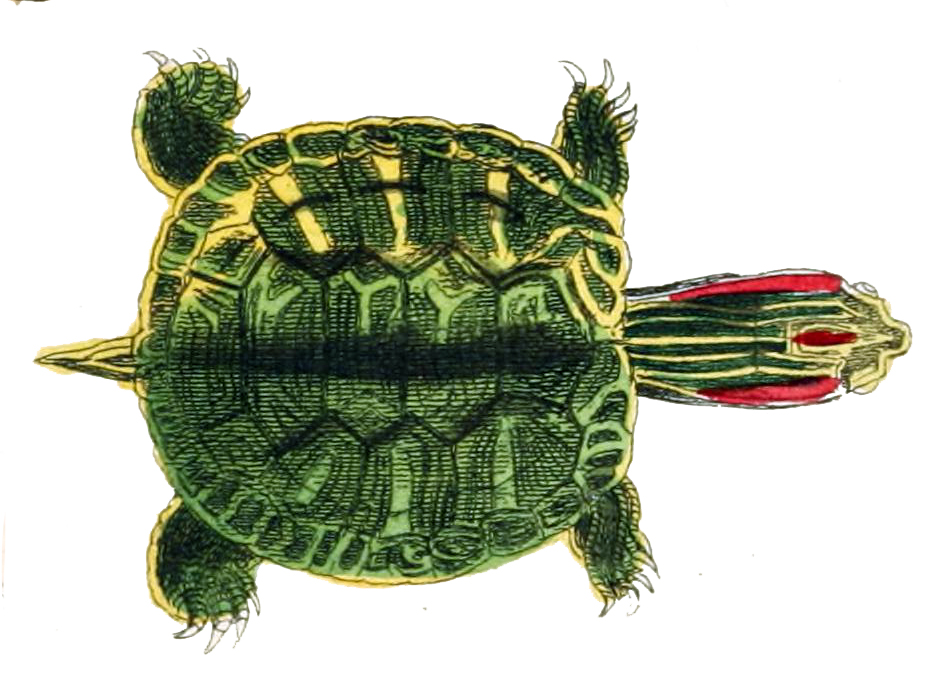
Schets door Georges Cuvier uit 1834

De roodwangschildpad is door zijn bekendheid in veel publicaties beschreven. Hierbij zijn in de loop der tijd verschillende namen gebruikt, wat wel tot verwarring leidt. De verschillende namen zijn een gevolg van vernieuwde inzichten in de afstammingsgeschiedenis van de groep waartoe de roodwangschildpad behoort.
De wetenschappelijke naam van de roodwangschildpad werd gepubliceerd door Maximilian zu Wied-Neuwied in 1839. De geslachtsnaam Trachemys is een samensmelting van de Oudgriekse woorden τραχύς, trachus (ruw) en ἐμύς, emus (schildpad). De soortaanduiding scripta betekent geschreven of gemarkeerd en de ondersoortaanduiding elegans betekent 'sierlijk'.
De roodwangschildpad is een van de drie ondersoorten van de lettersierschildpad. De lettersierschildpad komt voor in grote delen van de VS. Vroeger werden er dertien verschillende ondersoorten toegekend aan de lettersierschildpad, maar de meeste hiervan worden tegenwoordig als aparte soort gezien. De oorspronkelijke naam van de lettersierschildpad was Testudo scripta en de wetenschappelijke naam is later veranderd in Crysemys scripta en nog later werd de wetenschappelijke naam Pseudemys scripta gebruikt. De roodwangschildpad is met name onder deze laatste naam bekend geworden en de verouderde wetenschappelijke naam Pseudemys scripta elegans is sterk ingeburgerd en wordt daarnaast in de literatuur vaak gebruikt.

## Uiterlijke kenmerken

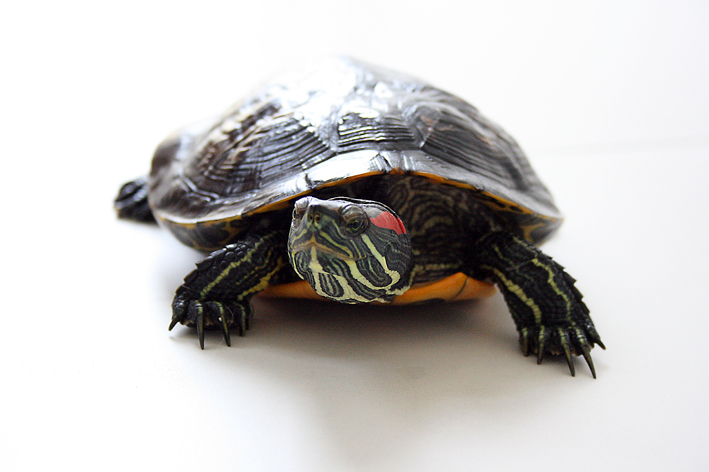
Vooraanzicht van de schildpad

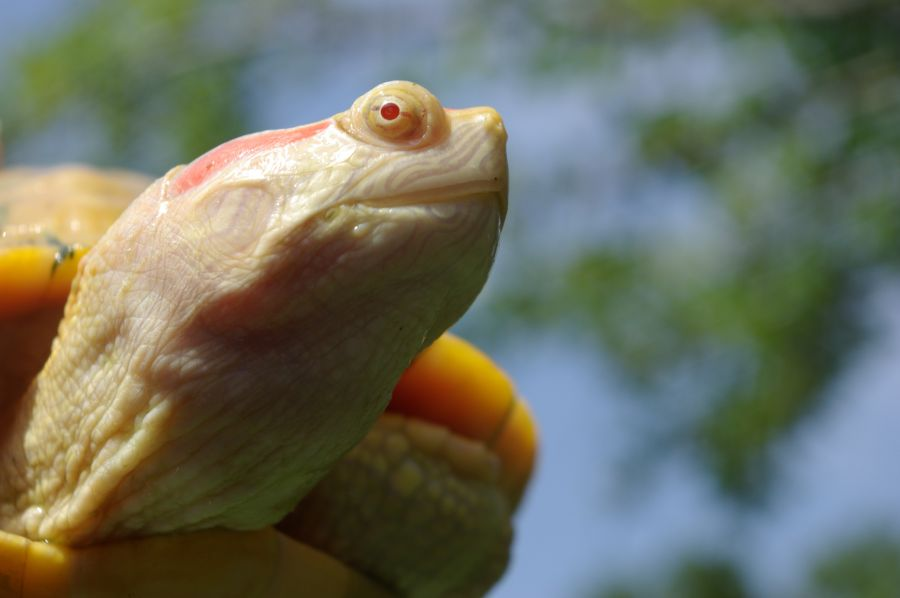
Soms komen albino's voor; ze maken geen pigment aan en blijven geheel wit.

De schildpad bereikt een schildlengte van ongeveer 25 centimeter. De vrouwtjes worden aanzienlijk groter dan de mannetjes. De lichaamskleur is groen. Vooral jonge dieren hebben een complexe tekening van gele lijnen op de huid en het schild, die echter verdwijnt als de dieren ouder worden. Oudere exemplaren hebben vaak een donkerbruine kleur. De buikzijde is altijd geel met donkere vlekken. Op ieder buikschild is een vlek aanwezig. Bij oudere exemplaren zijn de vlekken vaak versmolten tot een enkele grote donkere vlek.
De roodwangschildpad kent net als sommige andere schildpadden een sterke seksuele dimorfie, dit betekent dat de geslachten er anders uitzien. Het vrouwtje wordt bijna de helft tot twee keer zo lang als het mannetje. Een mannetje heeft een schildlengte tot ongeveer 20 centimeter, terwijl een vrouwtje een schildlengte tot maximaal 30 cm kan bereiken. Omdat een vrouwtje groter wordt, is ze ook aanmerkelijk zwaarder; ze kan een lichaamsgewicht tot twee kilogram bereiken.
Behalve door het kleinere lichaam zijn mannetjes van vrouwtjes te onderscheiden door de veel langere nagels aan de voorpoten, de dikkere staart en de meestal grotere en meer afstekende rode vlek, hoewel dit laatste niet altijd te zien is.
De volwassen exemplaren hebben een olijfgroene tot grijsgroene kleur, oudere dieren worden bruin tot grijs. De tekening van gele lijnen op de huid en de vlekken op het schild worden aanzienlijk vager. De juvenielen zijn heldergroen van kleur, de gele lijnen en de vlekken op het schild zijn zeer geprononceerd. Na enkele jaren wordt de tekening van de jonge dieren vager.
Bij de roodwangschildpad komen soms albino's voor, dit zijn exemplaren die geen pigmenten aanmaken en geheel wit van kleur zijn. Ook het tegenovergestelde komt voor: dieren die heel donker tot zwart van kleur zijn, dit wordt melanisme genoemd. Melanisme komt ook voor bij de andere ondersoorten van de lettersierschildpad en dergelijke donkere exemplaren zijn heel moeilijk op naam te brengen.

### Kop
De kop is net als bij andere schildpadden ovaalvormig met de welbekende rode vlek op de wang een brede basis en een concentrisch en snel toelopend uiteinde. Aan de voorzijde van de kop zijn de neusgaten gelegen, aan de bovenzijde van de neusgaten is een klein groefje aanwezig. De ogen zijn aan de bovenzijde van de kop gepositioneerd, ze puilen duidelijk uit aan de bovenzijde. Ze hebben een gele iris en een zwarte pupil. Door het oog loopt een zwarte oogstreep, die enigszins schuin geplaatst is ten opzichte van het lichaam. Omdat de schildpad zijn kop altijd schuin omhoog steekt, is de oogstreep bij actieve exemplaren altijd horizontaal.
Onder de kop is de keelzak gelegen die sterk uitgezet kan worden. De schildpad gebruikt de keelzak om een prooi in de keel te zuigen, terwijl hij zich onder water bevindt (zie ook onder voedsel).
De roodwangschildpad dankt de naam aan de duidelijk zichtbare, donker omzoomde langwerpige helrode vlek net achter het oog. Deze vlek wordt de postorbitale vlek genoemd; post betekent 'achter' en orbitaal betekent 'oog'.

### Schild

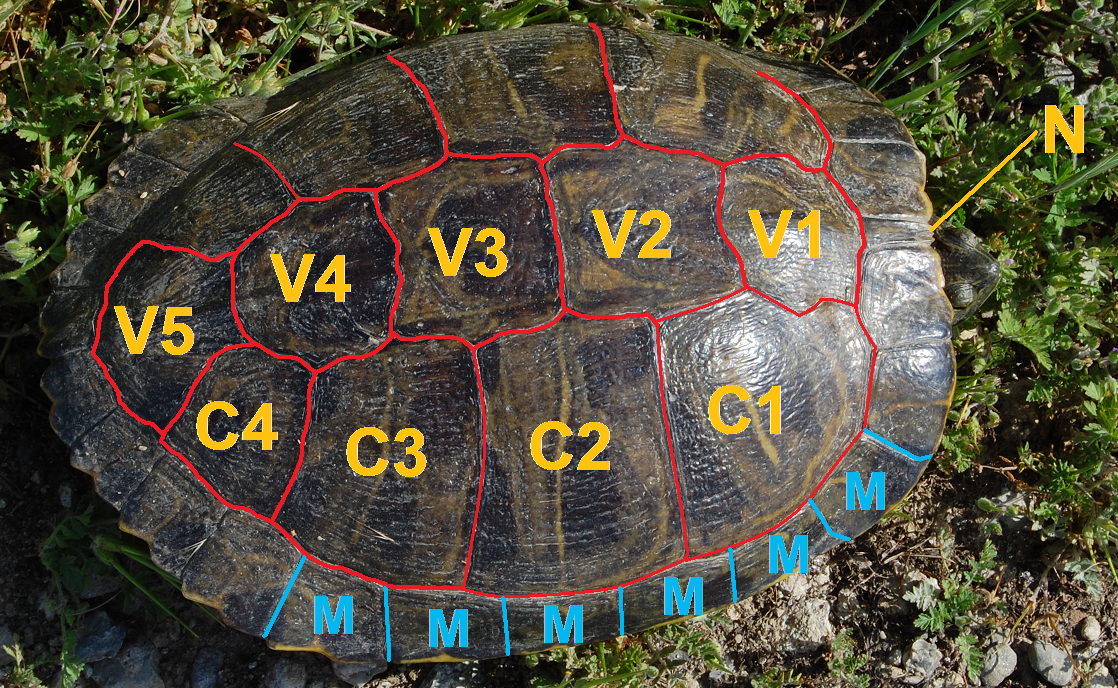
Hoornplaten van het rugschild

Het schild is koepelvormig en het middendeel is verhoogd zodat het schild een aan beide zijden aflopende vorm heeft. Het schild bestaat uit een rugschild of carapax en een buikschild of plastron. Deze twee delen zijn aan weerszijden van het schild, tussen de poten, verbonden met een benen brug.Het rugschild is groen van kleur met een lichtere lijnentekening. De groene kleur wordt bij oudere dieren donkerbruin en de lijnentekening gaat verloren.
De roodwangschildpad beschikt net als andere schildpadden over een inwendig schild, bestaande uit vergroeid botweefsel en daarnaast hebben alle soorten een uitwendig schild bestaande uit verharde huidplaten, die de hoornplaten worden genoemd. De botten van het inwendige schild groeien met de schildpad mee, maar de huidplaten worden net zoals bij alle andere reptielen regelmatig afgeworpen. De onderliggende hoornplaat is zachter en vormt zich over het grotere lichaam, vervolgens hardt de plaat uit tot de volgende vervelling zich aandient.
De hoornplaten van schildpadden kennen een afwijkende structuur waardoor ze te herkennen zijn. De hoornplaten zijn verdeeld in verschillende typen, afhankelijk van de configuratie, en worden onderscheiden door verschillende namen. Op de afbeelding rechts zijn de hoorplaten van de schildpad weergegeven. Bij de roodwangschildpad zijn er vijf schildplaten aanwezig aan de bovenzijde die een lengterij vormen, dit zijn de wervelschilden of vertebrale schilden (V). Aan weerszijden van de wervelschilden zijn de ribschilden of costalen (C) gelegen, dit zijn er steeds vier aan iedere zijde. Aan de randen van het schild zijn de randschilden of marginaalschilden (M) aanwezig, dit zijn er altijd 12 aan iedere zijde van het schild. Op de afbeelding zijn niet alle marginalen weergegeven maar slechts de platen aan de rechteronderzijde van het schild. Aan de voorzijde van het schild, boven de nek, is het enkelvoudige nekschild (N) of nuchale schild gelegen.

### Poten en staart

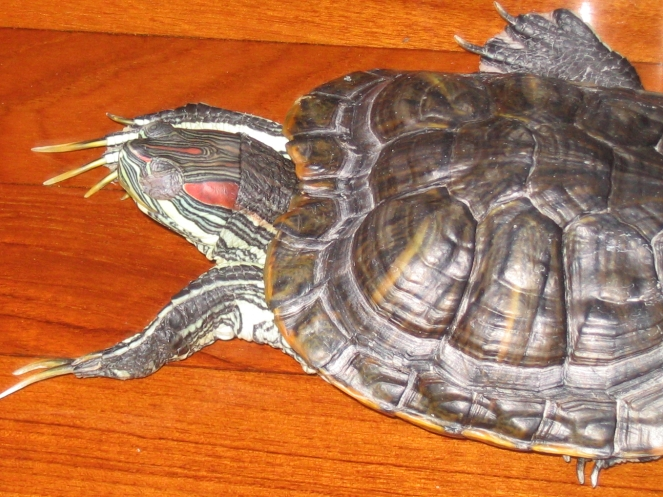
Mannetjes hebben opvallend lange nagels aan hun poten die gebruikt worden bij de balts.

De huid van de poten is groen van kleur en heeft gele strepen die afsteken tegen de groene kleur door een dunne, donkere omzoming. De poten van de roodwangschildpad zijn kort en breed, vooral de achterpoten zijn sterk verbreed. De poten worden voornamelijk gebruikt om te zwemmen. De roodwangschildpad is een goede zwemmer die geen moeite heeft met stromende wateren al hebben deze niet de voorkeur. De schildpad gebruikt de poten ook om zich op het land te hijsen om te zonnen, hierbij komen de klauwen van pas. Mannetjes gebruiken hun klauwen bij de balts (zie ook onder voortplanting). De poten worden bij het zonnen gedraaid om meer warmte op te nemen.
De staart van de schildpad heeft geen echte functie meer en is klein en dun. De staart is net als de poten olijfgroen van kleur en heeft gele strepen. De staart kan worden bewogen en wordt bij verstoring net als de kop en poten onder het schild gebracht. De staart kan echter niet worden ingetrokken zoals de ledematen en de kop, maar wordt zijwaarts gebogen onder het schild. De staart is een van de onderscheidende kenmerken tussen mannetjes en vrouwtjes. De staart heeft bij een mannetje een duidelijk bredere basis en is ook veel langer. Daarnaast is de cloaca van de schildpad buiten de schildrand gepositioneerd. De cloaca van een vrouwtje is altijd onder de schildrand gelegen.

### Onderscheid met andere soorten

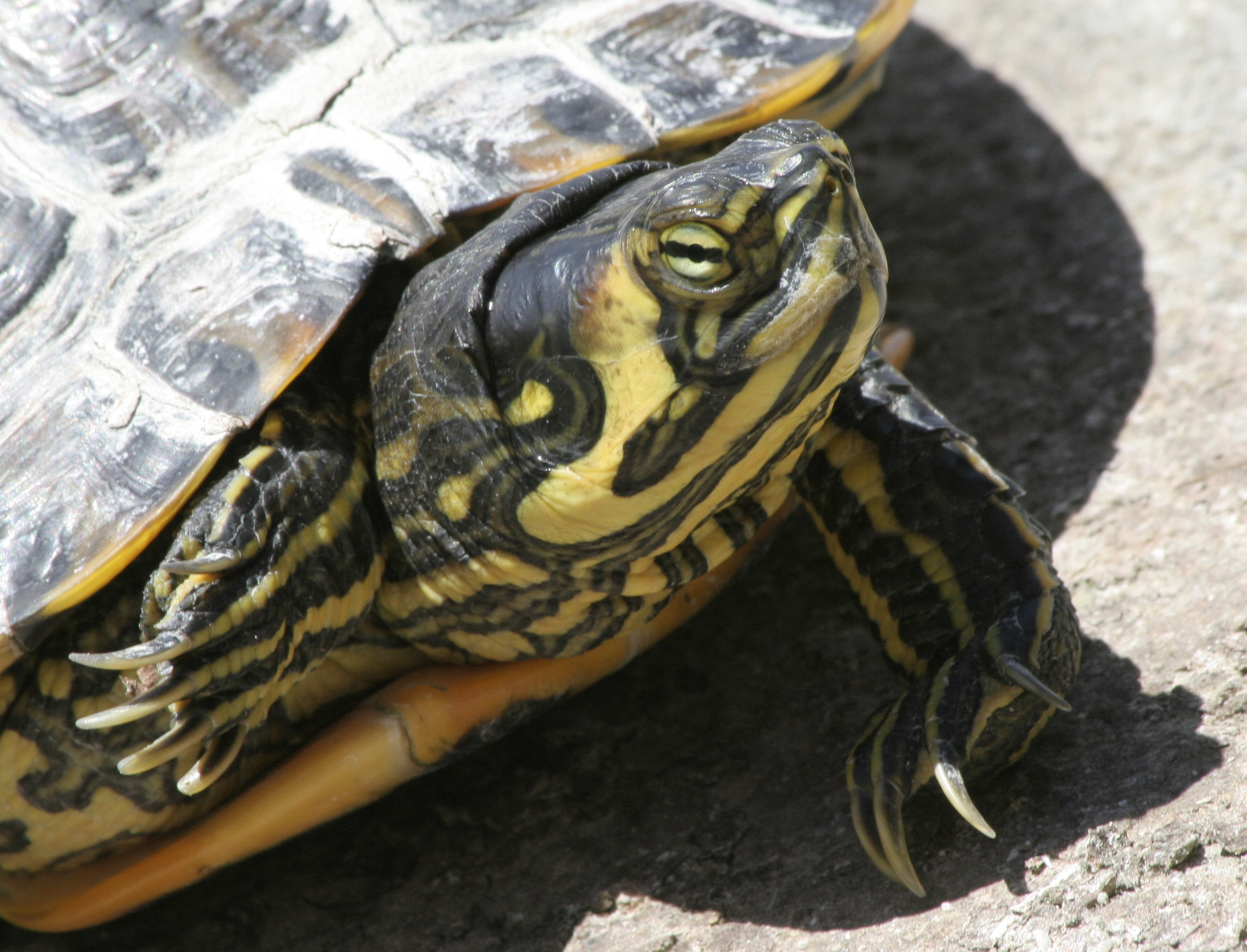
De geelbuikschildpad heeft een gele vlak aan iedere zijde van de kop.

De roodwangschildpad is door de aanwezigheid van de rode oorvlekken slechts met weinig andere schildpadden te verwarren. Een gelijkende soort is Trachemys callirostris, die eveneens een rode vlek achter het oog heeft, maar deze soort heeft een opvallende tekening aan de voorzijde van de snuit. Trachemys yaquia heeft een lichtere postorbitale vlek die kleiner is. De onechte landkaartschildpad (Graptemys pseudogeographica) lijkt ook enigszins op de roodwangschildpad, maar is te onderscheiden door de sterkere kiel bij de volwassen dieren en de zaagachtige hoornplaten op het midden van het rugschild van de jongere dieren.
Van de andere ondersoorten van de lettersierschildpad, de geelwangschildpad en de geelbuikschildpad is de roodwangschildpad gemakkelijk te onderscheiden. De geelwangschildpad heeft altijd twee gele strepen aan de zijkant van de kop die evenwijdig aan elkaar lopen en een geel buikschild met altijd meer dan vier donkere vlekken. De geelbuikschildpad heeft een wat boller schild en bezit een dwarsverbinding die een dikke, S-vormige streep vormt op de zijkant van de kop tussen de twee parallelle strepen achter het oog. Hij heeft eveneens een gele buik, maar deze heeft maximaal vier donkere vlekken.
De roodwangschildpad, de geelwangschildpad en de geelbuikschildpad zijn alle drie ondersoorten van dezelfde soort en kunnen dus met elkaar kruisen (hybridiseren). De nakomelingen van deze dieren zijn vaak moeilijk op naam te brengen, omdat ze de kenmerken van beide ouderdieren delen.

## Levenswijze

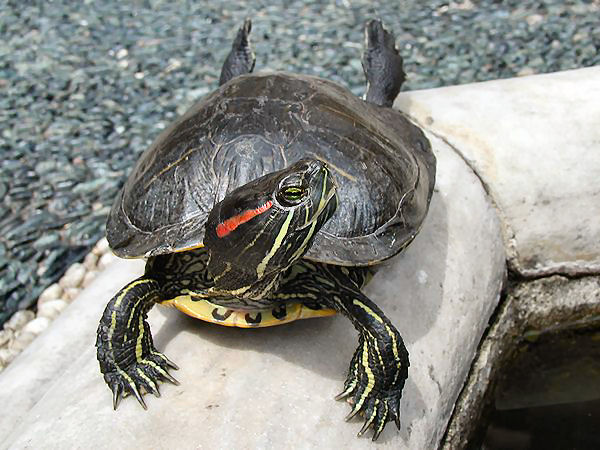
Zonnende roodwangschildpad

De roodwangschildpad is een dagactieve ondersoort die zich 's nachts terugtrekt in het water om te slapen. Overdag wordt zowel 's ochtends als aan het eind van de middag een zonnebad genomen. Op het heetst van de dag bevinden de dieren zich in het water. Het nemen van een zonnebad heeft verschillende doeleinden. Het belangrijkste is dat een opgewarmde schildpad veel sneller is dan een exemplaar dat lang in het water heeft gezwommen. Dit komt doordat schildpadden koudbloedig zijn. Ook werken de lichaamsprocessen sneller bij een hogere lichaamstemperatuur.
Het schild wordt bij het zonnen naar de zon gekeerd, zodat de schildpad sneller opwarmt. De poten worden ook ingezet bij het nemen van een zonnebad: ze worden gebruikt om het lichaamsoppervlak te vergroten en functioneren als zonnepanelen. De achterpoten worden hiertoe achterwaarts omhoog geklapt, de voorpoten worden gekromd en enigszins gedraaid, zodat het aan de zon blootgestelde oppervlak wordt vergroot. Tijdens het zonnen worden de ogen vaak dichtgeknepen, bij de minste verstoring echter worden ze geopend. De schildpadden tolereren elkaar bij het zonnen en kruipen vaak op elkaar als er te weinig plaats is.
Door het opwarmen van het lichaam door de zon werkt bijvoorbeeld de spijsvertering veel sneller. Daarnaast zorgt een zonnebad voor het uitdrogen van het huidoppervlak, zodat in het water levende parasieten zoals bloedzuigers zich van de huid laten vallen.
In gematigde gebieden moet de roodwangschildpad een ruststadium aannemen om de koude en voedselarme winter door te komen. In sommige gebieden gaat de schildpad in dormatie: het dier rust op koelere tijden, maar als de zon zich laat zien worden zonplaatsen opgezocht om zich op te warmen. In koudere streken overwintert de schildpad in de modder op de bodem van grotere wateren. Dergelijke exemplaren houden een echte winterslaap waarbij ze maandenlang geen enkele activiteit vertonen.

### Voedsel
De roodwangschildpad is een alleseter die graag planten eet zoals groene bladeren, maar ook diverse groenten en fruit. Een groot deel van het menu bestaat uit vissen, wormen en slakken; aas wordt ook wel gegeten. Het dieet verandert naarmate de schildpad ouder wordt. De jongere dieren eten vooral dierlijk materiaal, terwijl de oudere schildpadden voornamelijk planten eten. De roodwangschildpad staat niet bekend als kannibalistisch, zoals bij andere waterschildpadden het geval is.
De roodwangschildpad kent twee manieren van eten. Soms wordt een prooi buitgemaakt die klein genoeg is om in één keer door te slikken. Vaak wordt echter een brok voedsel van een groter geheel afgebeten, zoals een deel van een waterplant. In het laatste geval wordt het op te eten deel eerst goed ingeschat waarbij de schildpad duidelijk focust. Onderwijl wordt langzaam de bek geopend en de kop naar het voedsel bewogen waarna met een snelle beweging van de kaken wordt toegehapt. De ogen worden hierbij gesloten om eventuele schade te voorkomen. Ook de voorpoten worden ingezet, de bek knijpt het voedsel af, terwijl met de geklauwde poten het voedseldeel wordt afgescheurd. Als een brok voedsel is losgemaakt, wordt het in de keel ingebracht. De schildpad zuigt hiertoe zijn duidelijk zichtbare keelzak vol water, zodat het voedsel vanzelf de keel in wordt gezogen. Vervolgens wordt het water uit de keelzak gevoerd waarna het voedsel kan worden doorgeslikt zonder dat het water in de maag terechtkomt.

### Vijanden

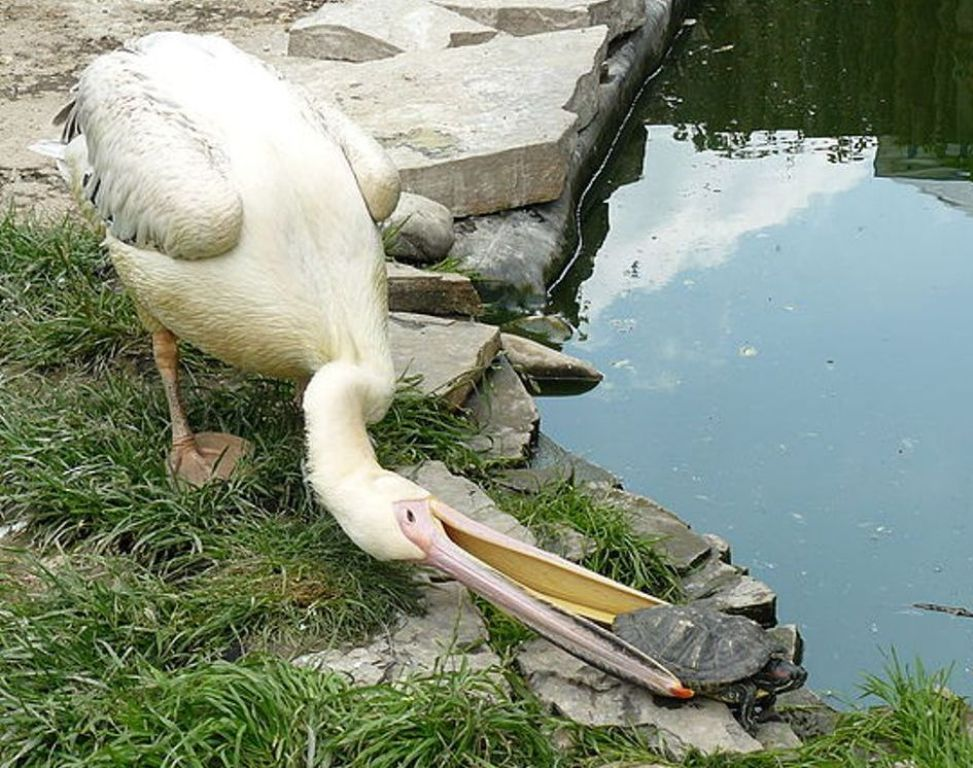
Een kroeskoppelikaan (Pelecanus crispus) probeert een roodwangschildpad buit te maken.

De juvenielen en de volwassen schildpadden worden gegeten door verschillende soorten slangen, roofvissen, watervogels en grotere, vleesetende schildpadden zoals de bijtschildpad. Ten slotte worden de grotere exemplaren gegeten door de Amerikaanse alligator (Aligator mississippiensis), die in een deel van het verspreidingsgebied van de roodwangschildpad voorkomt en regelmatig schildpadden eet.
De belangrijkste natuurlijke vijanden van de roodwangschildpad zijn echter niet de roofdieren die op de schildpad zelf jagen. Dieren die de nesten van de roodwangschildpad opsporen en buitmaken, hebben een veel grotere negatieve impact. In Noord-Amerika leven verschillende dieren die de nesten plunderen, zoals beren, opossums, stinkdieren en wasberen. Vaak gaat het gehele nest verloren en deze rovende zoogdieren eten ook de jonge schildpadjes. In veel landen waar de schildpad als exoot voorkomt, zoals in westelijk Europa, komen veel natuurlijke predatoren zoals krokodillen echter niet voor en heeft de roodwangschildpad weinig vijanden. In Nederland is bijvoorbeeld geen enkele predator van de schildpad bekend.
De enige verdediging van de schildpad is zijn bek. Deze kan bij grotere exemplaren beter ontzien worden vanwege de krachtige kaken en de gekromde, puntige en scherpe rand van de bek.

### Voortplanting en ontwikkeling

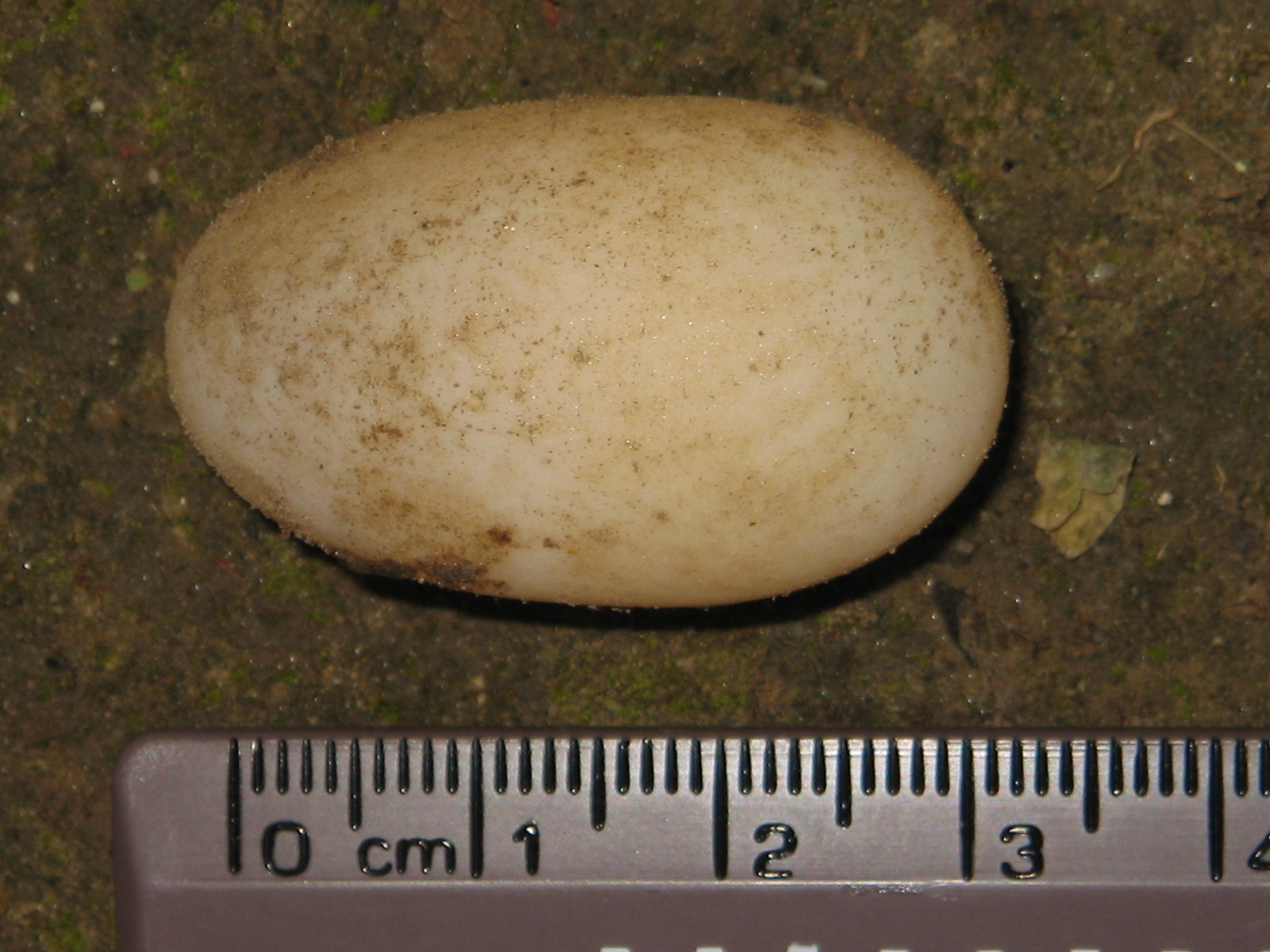
Ei van de roodwangschildpad

De roodwangschildpad is pas na enkele jaren volwassen, hij wordt bij een bepaalde schildlengte geslachtsrijp. Mannetjes zijn meestal na twee tot vijf jaar volwassen, maar bij de vrouwtjes duurt dit minstens vijf jaar. De mannetjes zijn volwassen bij een schildlengte van ongeveer 9 tot 10 centimeter en de vrouwtjes als ze ongeveer 15 tot bijna 20 cm lang zijn.
De roodwangschildpad kent een uitgebreid voorspel waarbij het mannetje het vrouwtje verleidt. Het mannetje heeft lange nagels en gebruikt deze om het vrouwtje het hof te maken. De nagels van de voorpoten zijn een secundair geslachtskenmerk. Het mannetje streelt met zijn nagels langs de kop van het vrouwtje wat haar seksueel prikkelt. Tijdens de paring brengt het mannetje zijn cloaca onder die van het vrouwtje en vindt de zaadoverdracht plaats. De paringen vinden meestal plaats tussen maart en juni.
De vrouwtjes graven holen in losse grond waarin de eieren worden afgezet. Ze zetten jaarlijks meerdere legsels af -meestal een tot drie. Het aantal eieren varieert sterk; meestal worden 4 tot 15 eieren afgezet, dit kan oplopen tot maximaal 25. Nadat de eieren zijn gedeponeerd, wordt het nest afgedekt met zand.
In het wild leggen de meeste schildpadden op gevaar van eigen leven hun eieren in de buurt van alligatornesten. Omdat een alligator haar nest goed bewaakt is de kans dat een nest met schildpadeieren door natuurlijke vijanden wordt leeggeroofd veel kleiner.
De eieren van de roodwangschildpad zijn wit van kleur en ovaal van vorm, en hebben een dunne en lederachtige schaal. De eieren lijken enigszins op die van de inheemse ringslang (Natrix natrix). Het ei is wit van kleur en langwerpig van vorm, ongeveer 30 tot 45 millimeter lang en 20 tot 25 mm breed. Na ongeveer anderhalve maand komen ze uit waarna de kleine schildpadden zich uitgraven en hun eigen weg gaan, ze hebben dan een schildlengte van ongeveer 2,5 tot 3,5 centimeter. Het eerste wat ze doen is het water opzoeken. Er is ook wel beschreven dat de juvenielen die later in het jaar geboren worden, in het nest blijven en er overwinteren voor ze de volgende lente aan de oppervlakte komen.
De roodwangschildpad kan in de natuur een leeftijd bereiken van enkele tientallen jaren. Van in gevangenschap gehouden exemplaren is bekend dat ze een leeftijd van meer dan 50 jaar kunnen bereiken.

## Verspreiding en habitat

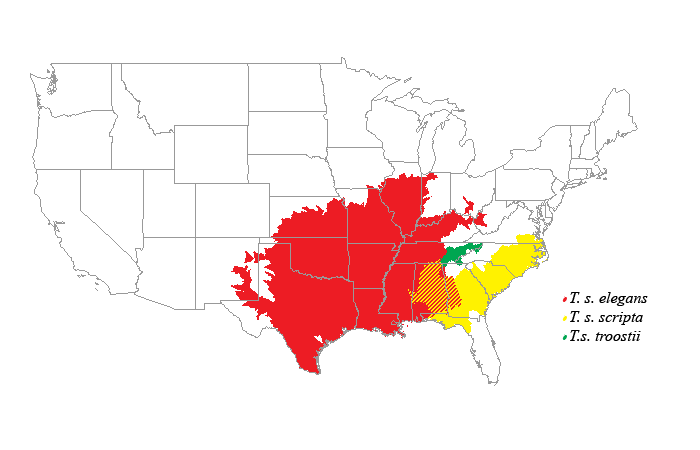
Natuurlijk verspreidingsgebied in de Verenigde Staten van
roodwangschildpad
geelbuikschildpad
geelwangschildpad

De roodwangschildpad komt van nature voor in delen van Noord-, Midden- en noordelijk Zuid-Amerika. Hij komt voor in Mexico in de deelstaten Nuevo León en Tamaulipas en in een groot aantal staten van de Verenigde Staten. De ondersoort komt in de VS voor in Alabama, Arkansas, Florida, Georgia, Illinois, Indiana, Iowa, Kansas, Kentucky, Louisiana, Mississippi, Missouri, Nebraska, New Mexico, Ohio, Oklahoma, Tennessee, Texas en West Virginia. De schildpad komt ten slotte ook voor in Brazilië in de deelstaat Espírito Santo.
De roodwangschildpad is een typische vertegenwoordiger van de moerasschildpadden (Emydidae); hij is sterk aan water gebonden en komt nooit voor in omgevingen waar oppervlaktewater ontbreekt. De habitat bestaat uit wateren die stilstaand of langzaam stromend water bevatten, snel stromende wateren worden vermeden. Cruciaal is de aanwezigheid van voldoende plaatsen om te zonnen, zoals een niet te steile oever, eilandjes in het water of brede, overhangende of uit het water stekende takken die de schildpad kan beklimmen. De roodwangschildpad heeft verder een sterke voorkeur voor zachte bodems van modder en veel waterplanten om te schuilen en om van te eten. De ideale habitat bestaat uit dode rivierarmen en moerassen. In tropische streken worden ze ook wel in andere delen van rivieren aangetroffen en vanwege hun zeer grote verspreidingsgebied zijn er ondanks de voorkeur voor een bepaalde habitat weinig watertypen waar de soort níet in is aangetroffen.

## Exoot
De roodwangschildpad is wereldwijd een van de bekendste schildpadden. Het dier is vanwege zijn decoratieve uiterlijk over de gehele wereld verspreid als huisdier. In sommige landen heeft de roodwangschildpad zich gemanifesteerd als een invasieve soort die andere schildpadden in hun natuurlijke leefgebied verdringt door bijvoorbeeld voedselconcurrentie. Dat de schildpad zich voortplant en vermeerdert, is onder andere waargenomen in Frankrijk, Italië en Spanje.

In vele landen zijn de schildpadden uitgezet of ontsnapt en weten ze zich in de natuur te handhaven. Ze kunnen zich in gematigde streken echter niet voortplanten, omdat de zomers er te koud zijn. In westelijk Europa worden wel eieren afgezet, maar de temperatuur van de bodem is te laag voor een succesvolle embryonale ontwikkeling. Dit is onder andere het geval in België en Nederland. Bij schildpadden wordt het geslacht bepaald door de omgevingstemperatuur van het zich in het ei ontwikkelende embryo. Voor zich ontwikkelende mannetjes moeten de eieren gedurende enkele maanden worden blootgesteld aan een temperatuur van minstens 27 graden Celsius. Vrouwtjes ontstaan alleen bij nóg hogere temperaturen. 

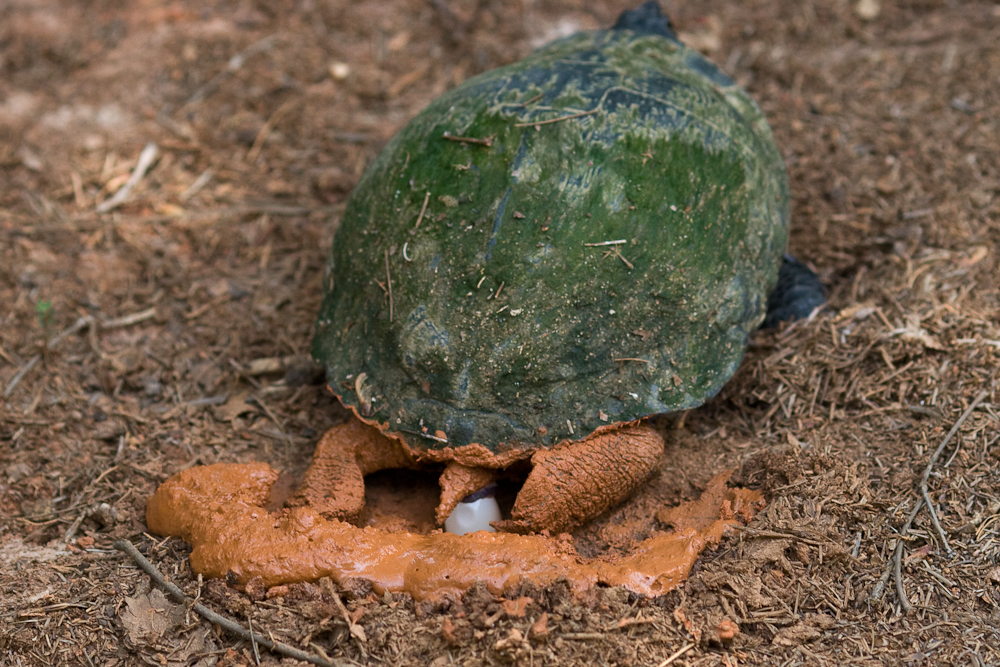
Een vrouwtje zet een ei af in een zelfgegraven nest

De import van roodwangschildpadden is in Europa verboden sinds 1998. Het verbod tot import maar ook het houden volgt uit de in de Europese Unie geldende Unielijst behorende bij de Exotenverordening. Aangezien de schildpadden zich in noordelijk Europa niet kunnen voortplanten, zal het aantal exemplaren daar langzaam afnemen. Nadat de handel overschakelde op de sterk verwante geelwangschildpad en geelbuikschildpad kwam er in 2016 ook voor hen een invoerverbod.
Als exoot vormt de roodwangschildpad geen gevaar voor de biodiversiteit in westelijk Europa, omdat het te koud is om de eitjes uit te laten komen, maar in sommige streken wordt de schildpad beschouwd als een ecologische dreiging, omdat hij andere soorten verdringt. In België en Nederland komen van nature geen schildpadden voor, wel komt de Europese moerasschildpad (Emys orbicularis) voor in Duitsland tot dicht bij de Nederlandse grens. Biologen vermoeden dat de aanwezigheid van de roodwangschildpad een drukkend effect heeft op de verspreiding van de Europese moerasschildpad. In landen waar deze Europese soort voorkomt, is gebleken dat roodwangschildpadden de beste zonplekken bezetten en de inheemse schildpadden het met kwalitatief slechtere zonplaatsen moeten doen. Met name in de lente als de voortplantingstijd aanvangt, is het voor schildpadden heel belangrijk om op voldoende temperatuur te komen. De roodwangschildpad heeft hierdoor indirect een negatieve impact op de Europese soorten. Ook in andere landen is bekend dat de roodwangschildpad een negatieve invloed heeft op de inheemse soorten. In de Verenigde Staten wordt de Pacifische waterschildpad (Actinemys marmorata) beconcurreerd door de roodwangschildpad.

### Verspreiding als exoot

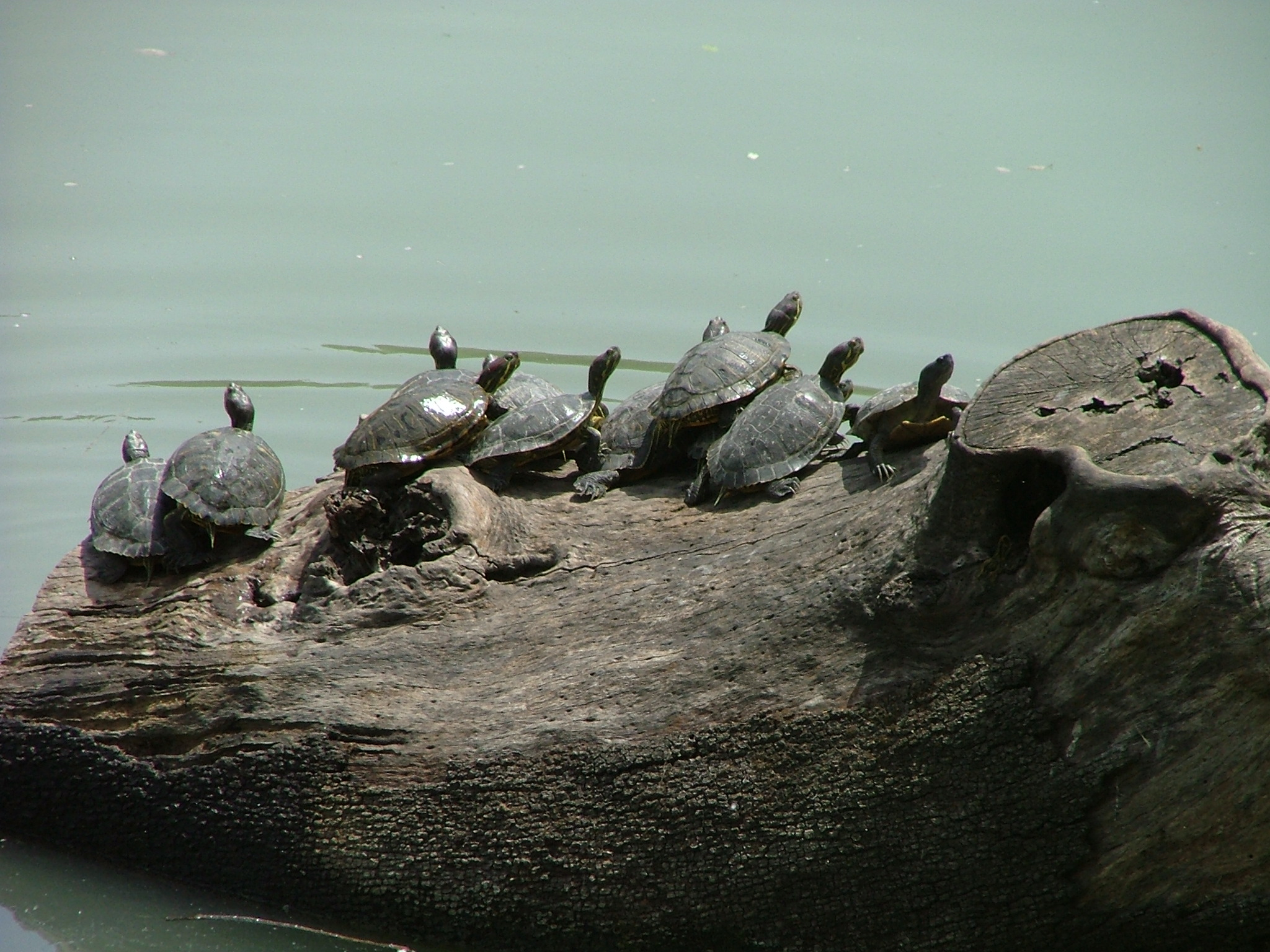
Een groepje zonnende roodwangschildpadden in Rome, Italië.

De roodwangschildpad is over de gehele wereld uitgezet in de natuur en is aangetroffen als exoot in een groot aantal landen. In Europa is de ondersoort te vinden in België, Cyprus, Denemarken, Duitsland, Frankrijk, Griekenland, Groot-Brittannië, Hongarije, Ierland, Italië, Nederland, Polen, Portugal, Rusland, Slovenië, Slowakije, Spanje, Tsjechië, Zweden en Zwitserland. In Spanje is de schildpad zowel te vinden op het vasteland als op de eilanden Mallorca en de Balearen.
In Azië en het Midden-Oosten is de schildpad waargenomen op de Bahama's, in Bahrein, Cambodja, China, Dominicaanse Republiek, Filipijnen, Indonesië, Israël, Japan, Maleisië, Micronesië, Myanmar, Saoedi-Arabië, Sri Lanka, Taiwan, Thailand, Trinidad, Vietnam en Zuid-Korea. In China beperkt het verspreidingsgebied zich tot het eiland Hongkong, op het vasteland komt hij niet voor. Op de Filipijnen komt de roodwangschildpad voor op de eilanden Cebu, Luzon en Mindanao. In Indonesië komt hij voor op de eilanden Java, Kalimantan, Papua, Sulawesi en Sumatra. In Japan komt de schildpad zowel voor op de hoofdeilanden als op de Riukiu-eilanden.
Oorspronkelijk komt de roodwangschildpad alleen voor in een klein deel van Brazilië, maar hij is uitgezet in vele andere landen in Midden- en Zuid-Amerika. De schildpad komt voor op de Amerikaanse Maagdeneilanden, in Brazilië, Britse Maagdeneilanden, Chili, Colombia, Ecuador, Guadeloupe, Guyana, Honduras, Kaaimaneilanden, Martinique, Nederlandse Antillen, Puerto Rico, Réunion, Seychellen (alleen Mahé), Singapore en Sint Maarten. In Oceanië is de schildpad uitgezet in Australië, Frans-Polynesië, Nieuw-Zeeland en Palau. In Australië komt de ondersoort voor in de deelstaten New South Wales, Queensland en Victoria.
In Noord-Amerika komt de schildpad tot ver buiten zijn natuurlijke verspreidingsgebied voor; in Canada is hij gevonden in de provincie Ontario. In de Verenigde Staten is de roodwangschildpad uitgezet in de staten Arizona, Californië, Colorado, Connecticut, Delaware, Florida, Hawaï, Maine, Maryland, Massachusetts, Michigan, New Jersey, New Mexico, New York, North Carolina, Ohio, Oregon, Pennsylvania, South Carolina, Virginia en Washington. Ten slotte komt de schildpad voor in Afrika, waar de soort is uitgezet in Egypte en Zuid-Afrika.

### Voorkomen in België en Nederland
In zowel België als Nederland komt de schildpad over het gehele land verspreid voor. De meeste exemplaren komen voor rond verstedelijkte gebieden, omdat hier de meeste mensen wonen en er dus ook meer schildpadden als huisdier worden gehouden. Ze worden aangetroffen in kanalen, vijvers en grote sloten. De roodwangschildpad komt in België verspreid over het land voor, maar is voornamelijk gevonden rond Antwerpen. In Nederland komen de dieren in het gehele land voor en net als in België worden de grootste populaties aangetroffen waar veel mensen wonen: in de Randstad. Ook in Limburg zijn veel populaties gevonden. Er is zelfs een waarneming bekend van de roodwangschildpad op Texel. In Nederland zijn waarnemingen bekend van exemplaren die nesten graven en eieren afzetten, maar er zijn nog nooit uitgekomen schildpadden gezien.

### Vangvallen
Om de schildpadden te vangen kan men gebruikmaken van verschillende vallen. Een wat nieuwere en efficiënt gebleken val is de 'Aranzadi schildpaddenval' (Engels: Aranzadi Turtle Trap). Deze methode bestaat uit een vierkant, houten frame van ongeveer een meter bij een meter. De buitenzijde van het frame wordt bekleed met stukken kurk, waar de schildpadden graag op zonnen. De binnenzijde van het frame is voorzien van in de lengte doorgesneden regenpijpen of een andere plastic buis. De halve buis wordt met de bolle zijde naar de opening van het frame gemonteerd. Ten slotte wordt aan één opening van het frame een visnet bevestigd. Het frame wordt plat in het water gelegd, de zijde met het visnet in het water. De schildpadden zullen nu proberen te zonnen op het 'eiland' door op het kurk te klimmen. Exemplaren die in de binnenzijde van de val terechtkomen, kunnen er niet meer uit, omdat ze de bolle, gladde binnenrand niet kunnen beklimmen. Ook aan de onderzijde kunnen ze niet weg vanwege het visnet.

## In gevangenschap

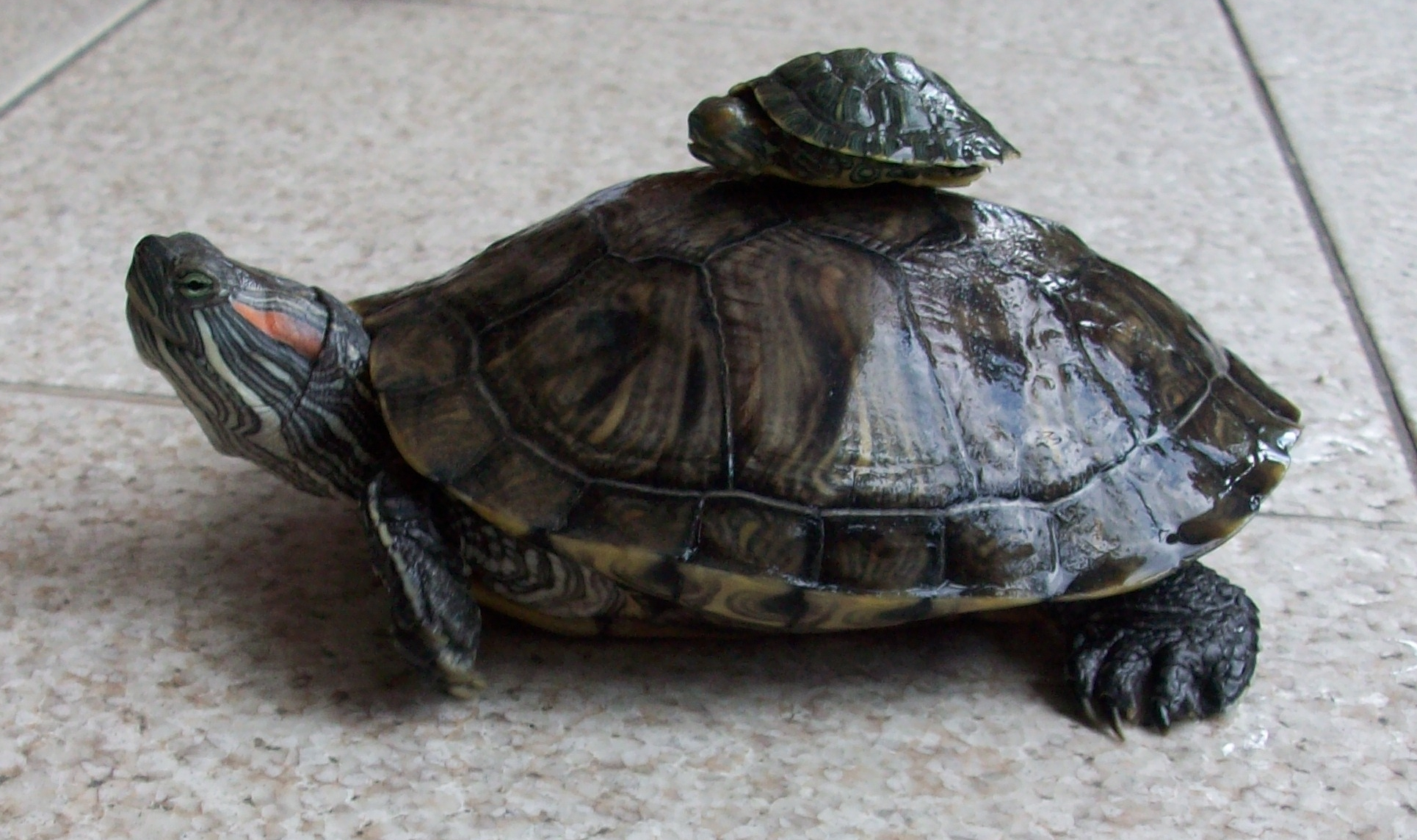
Een volwassen exemplaar en een juveniel.

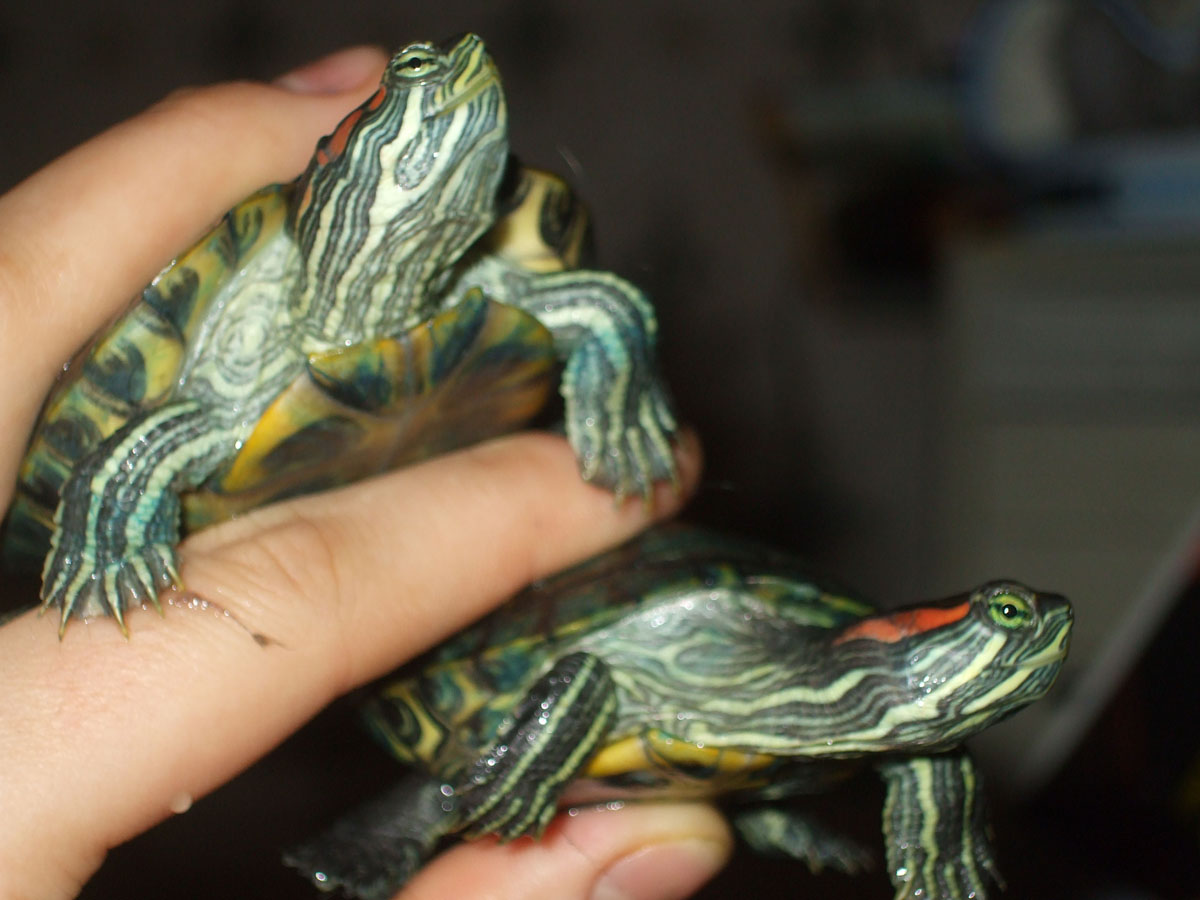
De roodwangschildpad is schuw en zal niet snel bijten.

De roodwangschildpad is een van de bekendste soorten schildpadden ter wereld, wat te danken is aan de massale import van de dieren tot eind jaren 90. In 1998 werd de invoer in Europa verboden, maar er zijn zulke enorme aantallen ingevoerd dat er nog vele exemplaren of nakomelingen daarvan in leven zijn. De schildpad dankt haar populariteit aan de levendigheid in het aquarium maar het zeer schuwe gedrag dat wordt vertoond indien een exemplaar wordt opgepakt. De schildpad zal dan niet snel bijten maar trekt de kop en ledematen terug en houdt zich stil. Daarnaast heeft de schildpad een hoge decoratieve waarde door de groene lichaamskleur met gele vlekken en lijnen en de opvallende rode vlek op de zijkant van de kop. Dit geldt met name voor de juveniele exemplaren, aangezien de vlekken op het schild vager worden naarmate de schildpad ouder wordt.

### Invoer en verkoop
De roodwangschildpad was van alle schildpadden lange tijd de populairste soort om als huisdier te houden. In 1998 werd de import van de schildpad naar Europese landen verboden. Het verbod had niets te maken met de status van de schildpad in het wild. De roodwangschildpad is altijd al een algemeen voorkomende ondersoort geweest en het gros van alle geïmporteerde dieren werd opgekweekt in zogenaamde 'schildpaddenboerderijen' (Engels: turtle farms), zodat de wildpopulatie nooit echt onder druk is komen te staan.
De vrouwtjes werden hiertoe verzameld uit de natuur waarna de eieren werden opgekweekt in gecontroleerde omstandigheden. De levensomstandigheden van de jonge schildpadjes op transport waren echter erbarmelijk. Omdat de ontlasting van schildpadden vreselijk stinkt, kregen ze niets te eten zodat ze hun omgeving tijdens het transport niet zouden vervuilen. De jonge schildpadden kwamen daardoor verzwakt aan. De belangrijkste reden voor het importverbod was de verspreiding van de Salmonella-bacterie waarvan de roodwangschildpad een drager is. Ook kan hij verschillende parasieten bij zich dragen die over kunnen springen op andere soorten. Met name in landen waar andere soorten schildpadden voorkomen, zijn deze parasieten gevaarlijk. Roodwangschildpadden die al voor het verbod zijn aangeschaft, mogen nog wel worden verhandeld.
Omdat veelal kleine kinderen in het dier geïnteresseerd waren en de schildpad meestal met een kant-en-klaar, maar te klein 'aquarium' werd verkocht, zijn een groot aantal in gevangenschap gehouden exemplaren niet erg oud geworden. Hun leefomgeving bestond veelal uit een ronde plastic bak met een diameter van 30-50 centimeter en een klein eilandje in het midden, vaak met een plastic palmboom als decoratie. Mogelijkheden tot het aansluiten van een waterfilter of verwarmingsapparatuur boden dergelijke behuizingen niet. Net uit het ei gekropen dieren kunnen enige tijd overleven in een dergelijke behuizing, maar schildpadden groeien ongeveer tien centimeter in de eerste jaren en na enkele maanden hebben ze behoefte aan een echt aqua-terrarium (een terrarium met land en water) met een groot watergedeelte en een eveneens behoorlijk landgedeelte met warmtelamp. Een filterinstallatie is onontbeerlijk in alle aqua-terraria en kleine vijvers waarin de dieren gehouden worden. Laat men dit na, dan wordt de eigenaar al snel geconfronteerd met een indringende stank die veroorzaakt wordt door de rottende ontlasting van de dieren. Dergelijk water is altijd besmet met bacteriën en kan een gevaar vormen voor de eigenaar van de schildpad.

### Huisdier

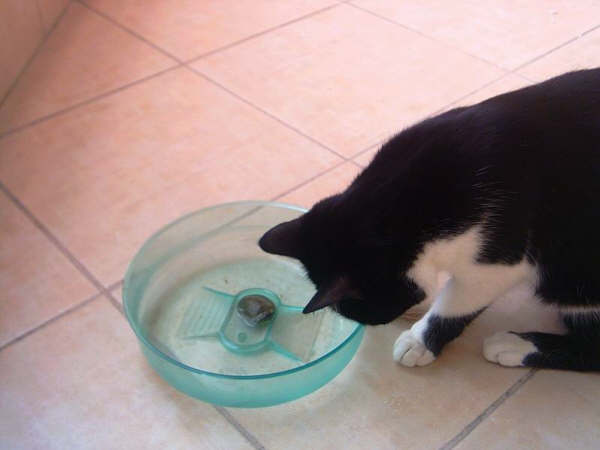
In deze kleine 'aquariums' zijn veel schildpadjes terechtgekomen

Voor een koppeltje roodwangschildpadden wordt een aquarium met een minimumoppervlak van 120 bij 50 centimeter aangeraden. De waterdiepte moet ongeveer 30 centimeter zijn en men moet er rekening mee houden dat de schildpad goed kan klimmen; eventueel hoger geplaatste zonplaatsen moeten niet te dicht bij de rand van het aquarium aangebracht worden.
De roodwangschildpad kan in de zomer in een vijver worden gehouden. Deze moet echter wel worden afgerasterd, omdat de dieren anders ontsnappen. De vijver mag niet te veel aan wind worden blootgesteld, aangezien de dieren op een beschutte plaats moeten worden gehouden. Een gedeelte van het oppervlak dient beschaduwd te zijn, zodat de dieren niet de gehele dag in volle zon verblijven. De ideale watertemperatuur is ongeveer 18 tot 22 graden Celsius. De schildpad kan ook overwinteren in een vijver zolang deze diep genoeg is. Wanneer de temperaturen niet meer boven de 15 graden komen, zakt de schildpad naar de bodem van de vijver om zich in het voorjaar weer te laten zien. De vijver moet wel een ijsvrije plek hebben tijdens langere vorstperiodes.
De roodwangschildpad zwemt graag, maar is daarnaast dol op zonnen. Hiertoe kan een blok hout in de bak geplaatst worden of een landgedeelte worden aangelegd. De randen mogen niet te steil zijn, de roodwangschildpad kan goed klimmen, maar er zijn wel grenzen aan zijn klimvermogen. Het landgedeelte kan het best verwarmd worden met een lamp in plaats van een warmtemat. Dit vanwege de gewoonte van de schildpad om de poten als zonnepanelen te gebruiken door de achterpoten op te heffen en deze zo breed mogelijk te maken. Schildpadden hebben zonlicht nodig voor de opname van calcium en aangezien het schild van een schildpad voor een groot deel verbeend is, moeten de dieren aan het juiste licht worden blootgesteld. Dit kan worden nagebootst door een zogenaamde 'reptielenlamp' (een uv-B-lamp die de zon nabootst) die de ideale lichtsoorten uitstraalt, maar relatief duur is. Een tl-buis bijvoorbeeld is hiervoor ongeschikt.

### Ziekten
Als voedsel kan van alles aangeboden worden, maar er dienen vitaminen te worden toegediend om ziekten en vergroeiingen van het schild te voorkomen. De bekendste ziekte is schildrot, die vaak wordt veroorzaakt door de aanwezigheid van bepaalde bacteriën in het water. Daardoor kunnen de kleinste huidafwijkingen zoals een niet goed losgekomen hoornplaat na een vervelling al tot een wond leiden die vervolgens hevig kan gaan rotten (rotten van het schild). Andere ziektes zijn een verkoudheid of longontsteking waarbij de schildpad zijn bek wijd opent en niet meer eet. Daarnaast zijn belletjes op de neus zichtbaar. Een roodwangschildpad kan ook een oogontsteking krijgen die zich manifesteert door een witte waas over de ogen.

### Voedsel in gevangenschap
Als voedsel voor in gevangenschap gehouden jongere dieren is er in de dierenspeciaalzaken kant-en-klare schildpaddenvoeding te koop. Vaak bestaat deze uit gedroogde waterkreeftjes waaraan vitaminen zijn toegevoegd. Deze voeding bevat ondanks de toevoegingen niet de noodzakelijke voedingsstoffen en kan alleen als tussendoortje worden gegeven. Ook groenten en fruit zijn onontbeerlijk, als aanvulling kunnen meel- of moriowormen gevoerd worden die levend worden verschalkt. Prooidieren die niet gegeten worden, verdrinken al snel; ze kunnen het best met een netje verwijderd worden om verrotting tegen te gaan.
Grotere roodwangschildpadden eten met de pot mee; zowel verschillende groenten als vis- en vleesprodukten als biefstuk en roze garnalen worden zeer gewaardeerd en zijn gezond. Belangrijk is echter altijd na een maaltijd de resten op te vissen met een netje. Indien men dit nalaat, kan zowat iedere dag het water worden ververst, inclusief het gehele substraat, met name als men vlees of vis voert. Neem hiervoor daarom ook een goede, sterke buitenfilter. Vanwege het voedsel kunnen beter geen echte planten worden gebruikt ter decoratie, want deze worden opgegeten en sommige planten zijn giftig voor de roodwangschildpad. Als ze in een groep gehouden worden en een voornamelijk vleeshoudend dieet hebben, zijn de schildpadden agressiever tegen elkaar.

### Ontsnapping
Indien de schildpad in de tuin weet te ontsnappen, ziet men hem waarschijnlijk niet meer terug. Als hij in huis ontsnapt, kan men het beste een aantal vochtige doeken in de omgeving neerleggen die regelmatig worden geïnspecteerd. De schildpad kan een tijdje overleven in een droge omgeving, maar niet langer dan enige weken. In een kurkdroge en warme omgeving als een slaapkamer is dit eerder enkele dagen. De schildpad kan water letterlijk ruiken en zal aangetrokken worden door vocht.

### Waarnemingen
- Kaarten met waarnemingen:

- België
- Nederland
- wereldwijd

Op deze websites kunnen ook waarnemingen worden gemeld.

### Informatie
- Nederlands Soortenregister Roodwangschildpad
- Nederlandse Schildpadden Vereniging